# Isasondo
Isasondo (oficialmente en euskera: Itsasondo) es un municipio español de la provincia de Guipúzcoa, en la comunidad autónoma del País Vasco. El término municipal tiene una población de 670 habitantes (INE 2024).

## Toponimia
Según Koldo Mitxelena en su libro Apellidos Vascos el topónimo Isasondo significa etimológicamente cerca del mar, del vasco itsaso (mar) y el sufijo ondo (cerca, junto a).

## Geografía
Integrado en la comarca de Goyerri, se sitúa a 40 kilómetros de la capital donostiarra. El término municipal está atravesado por la autovía del Norte N-I en el pK 424. La mayor parte del territorio es montañoso, entre cuyas elevaciones discurren varios arroyos, salvo en el estrecho valle del río Oria, donde se asienta el núcleo urbano a 150 metros sobre el nivel del mar, en la margen izquierda del río. La altitud del municipio oscila entre los 868 metros del monte Murumendi y los 130 metros en la orilla del río Oria. 
| Noroeste: Beasáin                | Norte: Bidegoyan (exclave) y Legorreta | Noreste: Legorreta y Alzaga |
| Oeste: Villafranca de Ordicia    |                                        | Este: Alzaga                |
| Suroeste: Villafranca de Ordicia | Sur: Arama                             | Sureste: Arama              |

## Historia
Hacia mediados del siglo XIX, el lugar, ya por entonces con ayuntamiento propio, tenía contabilizada una población de 475 habitantes. Aparece descrito en el noveno volumen del Diccionario geográfico-estadístico-histórico de España y sus posesiones de Ultramar de Pascual Madoz con las siguientes palabras:

ISASONDO: v. con ayunt. en la prov. de Guipúzcoa, part. jud. de Tolosa (2 leg.), aud. terr. de Burgos (33), c. g. de las Provincias Vascongadas (Vitoria 13), dióc. de Pamplona (13): sit. en la pendiente de una colina á la márg. der. del r. Oria, y en la carretera general de Madrid á Francia: clima saludable, le combaten los vientos N. y O., y solo se conocen enfermedades estacionales. Tiene 56 cas. dispersos en toda la jurisd., de los cuales, solo 6 inmediatos á la igl., forman pobl.; casa consistorial, cárcel, escuela de primera educacion para ambos sexos, frecuentada por 30 niños y 16 niñas y dotada con 1,100 rs.; igl. parr. de primer ascenso (La Asuncion) servida por un rector de provision del ayunt. y dos beneficiados de la del rector y S. M. en los meses respectivos; cementerio contiguo á la igl.; una basílica de San Juan de Letran de patronato particular, aneja á la de Roma con iguales prerogativas, privilegios é indulgencias, cuyas bulas conserva el patrono, y es por lo tanto muy concurrida; una ermita dedicada á la Santa Cruz en el barrio llamado Urquia, y varias fuentes de aguas comunes, y una mineral y purgante. El térm. se estiende de N. á S. 3/4 leg., y de E. á O. 1 1/2, y confina N. Goyaz; E. Legorreta; S. Villafranca, y O. Beasain, abrazando en su comprension el monte Murua y abundantes robles, hayas y castaños. El terreno es de mediana calidad, y le bañan el r. Oria y el arroyo Zubin. caminos: la espresada carretera de Madrid, en buen estado, con tres posadas. El correo se recibe de la estafeta de Tolosa por balijero. prod : trigo, maiz, castañas, habichuelas, habas, lino y manzanas; cria de ganado vacuno y lanar; caza de jabalíes, liebres y perdices, pesca de truchas, anguilas y barbos. ind.: ademas de la agricultura y ganadería existen 3 molinos harineros y 2 fraguas. pobl.: 100 vec., 475 alm. riqueza y contr. (V. Tolosa part. jud.) El presupuesto municipal asciende á 5,000 rs. que se cubren con las rentas de un cas., casa concegil y carniceria, que producen 2,390 rs., y el rendimiento de un arbitrio sobre el vino y aguardiente, que es de 2,518 rs.
(Madoz, 1847, p. 457)

## Demografía
Isasondo cuenta con una población de 670 habitantes (INE 2024).
| Gráfica de evolución demográfica de Isasondo entre 1842 y 2021 |
| |
| Población de derecho según los censos de población del INE Población de hecho según los censos de población del INEEntre el censo de 1970 y el anterior, crece el término del municipio porque incorpora a Alzaga Entre el censo de 1991 y el anterior, disminuye el término del municipio porque independiza a Alzaga |

## Patrimonio
Hay en la localidad una iglesia de Nuestra Señora de la Asunción y una ermita de San Juan de Letrán.

## Administración y política
| Partido político                                              | 2015  | 2015       | 2011  | 2011       | 2007  | 2007       | 2003        | 2003        | 1999  | 1999       | 1995  | 1995       |
| Partido político                                              | %     | Concejales | %     | Concejales | %     | Concejales | %           | Concejales  | %     | Concejales | %     | Concejales |
| Euskal Herria Bildu (EH Bildu)-Bildu                          | 66,89 | 5          | 80,76 | 7          | —     | —          | —           | —           | —     | —          | —     | —          |
| Euzko Alderdi Jeltzalea-Partido Nacionalista Vasco (EAJ-PNV)  | 27,36 | 2          | —     | —          | —     | —          | 87,72       | 7           | —     | —          | —     | —          |
| Partido Socialista de Euskadi-Euskadiko Ezkerra (PSE-EE PSOE) | 3,72  | 0          | 4,81  | 0          | —     | —          | —           | —           | —     | —          | —     | —          |
| Partido Popular del País Vasco (PP)                           | —     | —          | 3,78  | 0          | 1,74  | 0          | 7,06        | 0           | 4,08  | 0          | —     | —          |
| Eusko Abertzale Ekintza-Acción Nacionalista Vasca (EAE-ANV)   | —     | —          | —     | —          | 79,51 | 7          | —           | —           | —     | —          | —     | —          |
| Euskal Herritarrok (EH)-Herri Batasuna (HB)                   | —     | —          | —     | —          | —     | —          | Ilegalizado | Ilegalizado | 84,38 | 7          | 61,79 | 7          |

## Personas destacadas
- Andoni Sarasola Martínez (1917-2006): ingeniero
- Jokin Mujika (1962): exciclista
- José Antonio Mendizabal (1964): académico de la Real Academia de la Veterinaria. Doctor en veterinaria y catedrático de universidad
- Aitor Garmendia (1968): exciclista
- Mikel Gaztañaga (1979): ciclista
- Zugaitz Ayuso (1979): corredor de ciclo-cross